# Берёзовский (Тульская область)
Берёзовский — посёлок в Киреевском районе Тульской области России.
В рамках административно-территориального устройства является центром Берёзовского сельского округа Киреевского района, в рамках организации местного самоуправления включается в сельское поселение Приупское.

## География
Расположен в 13 км к западу от города Киреевска.

## Население
| 2002 | 2010 |
| ---- | ---- |
| 425  | ↘358 |